# Atriplex coronata
Atriplex coronata es una especie de planta perenne perteneciente a la familia de las amarantáceas.  Es originaria de  California, donde crece en zonas de salinas y suelos alcalinos en el Valle Central, en las laderas de las cercanas montañas y la costa sur.

## Descripción
Es una hierba anual erecta con tallos erectos o inclinados de color paja que alcanzan un tamaño de hasta 30 centímetros de altura. Las hojas escamosas grises tienen uno o dos centímetros de largo y generalmente flores ovales. Las semillas son de poco más de un milímetro de largo.

## Taxonomía
Atriplex coronata fue descrita por Sereno Watson y publicado en Proceedings of the American Academy of Arts and Sciences 9: 114. 1874.
Etimología
Atriplex: nombre genérico latino con el que se conoce a la planta.
coronata: epíteto latino  que significa "coronada.
Variedades
- Atriplex coronata var. vallicola (Hoover) S.L.Welsh

Sinonimia
- Atriplex vallicola Hoover
- Atriplex coronata var. verna (Jeps.) Jeps.
- Atriplex elegans var. coronata (S.Watson) M.E.Jones
- Atriplex verna Jeps.
- Obione coronata (S. Watson) Ulbr.[4]